# Corona (derecho)
La Corona, en derecho, es una persona jurídica de derecho público, de carácter supraestatal que agrupa a diversos territorios, sean reinos o señoríos varios (ducados, condados, marquesados, etc.) que tienen un monarca en común
El concepto permite distinguir la autoridad del Estado de la persona del monarca. En las monarquías democráticas, por corona se entiende a la persona y poder del gobernante, pero no tiene el poder del gobierno, es decir, de los ministerios como administración pública del gobierno del Estado. Se utiliza en particular en los diferentes reinos de la comunidad política de la Commonwealth.
Así, la Corona Británica "reina" o ejerce la jefatura del Estado (como Monarquía constitucional o parlamentaria) sobre los territorios de Inglaterra, Gales, Escocia e Irlanda del Norte. También simbólicamente sobre Canadá, Australia, Nueva Zelanda, Antigua y Barbuda, Bahamas, Barbados, Belice, Granada, Jamaica, Papúa Nueva Guinea, San Cristóbal y Nieves, Santa Lucía, San Vicente y las Granadinas, Islas Salomón y Tuvalu.